# Coptoeme nigrotibialis
Coptoeme nigrotibialis är en skalbaggsart som beskrevs av Aurivillius 1927. Coptoeme nigrotibialis ingår i släktet Coptoeme och familjen långhorningar. Inga underarter finns listade i Catalogue of Life.